# República Autónoma de Crimea
La República Autónoma de Crimea (en ucraniano: Автономна Республіка Крим, romanizado: Avtonomna Respúblika Krym; en ruso: Автономная Республика Крым, romanizado: Avtonómnaya Respúblika Krym; en tártaro de Crimea: Qırım Muhtar Cumhuriyeti) es una figura jurídica de república autónoma perteneciente a Ucrania, actualmente sin poder efectivo sobre su territorio, reconocida mayoritariamente por la comunidad internacional como parte integrante de Ucrania, aunque desde el 2014 forma parte de facto de la Federación de Rusia. Su territorio comprende toda la península homónima situada en la costa norte del mar Negro, salvo Sebastopol que es una ciudad con estatus especial. Tiene una superficie de 26 200 km².
Tras el referéndum sobre el estatus político de Crimea de 1991, en el cual se preguntó si Crimea debía convertirse en República Autónoma dentro de la URSS, y que resultó favorable, Ucrania creó un estatuto de autonomía de Crimea, como parte de la RSS de Ucrania. El Consejo del óblast de Crimea se convirtió Consejo Supremo de Crimea y, el 4 de septiembre de 1991, se aprobó la Declaración de la soberanía del Estado de Crimea.
Después de la disolución de la Unión Soviética, la autonomía fue renombrada como la República de Crimea. El gobierno de Ucrania inicialmente aceptó su nombre, pero no sus pretensiones de ser un estado. De acuerdo con la legislación de Ucrania «sobre el estado de la República Autónoma de Crimea», aprobada el 29 de abril de 1992, la «República de Crimea es una parte autónoma de Ucrania y de forma independiente decide sobre los asuntos que le sean delegados por la Constitución y las leyes de la Ucrania». El Consejo Superior Regional, por el contrario, insistió en que «la República de Crimea es un Estado democrático legal» que «tiene la supremacía en cuanto a recursos naturales, materiales, el patrimonio cultural y espiritual y ejerce sus derechos soberanos y de todo el poder», sino también una «parte de Ucrania y establece relaciones en él sobre una base del tratado y los acuerdos». Tanto la legislación de Ucrania sobre el estado de la autonomía y la Constitución de la Crimea de 1992 se modificaron más tarde de ese mismo año, proponiendo la legislación de Ucrania sobre el estado de la República.
Tras el referéndum que se celebró en 1994, junto a las elecciones locales para parlamentarios y presidenciales, el Consejo Supremo de Crimea revirtió la Constitución de 1992 a su revisión original, pero un año después fue declarada nula por la Rada Suprema de Ucrania, que en ese momento, había cambiado el nombre de República de Crimea a la República Autónoma de Crimea. Otra Constitución fue aprobada por el Parlamento de Crimea en 1995, pero muchas partes de ellas fueron rechazadas por el parlamento de Ucrania, entre ellos se encontraban el nombre de la República y la ciudadanía de los habitantes. Tras varias polémicas en cuanto a la redacción de nuevas leyes, la República fue declarada la República Autónoma de Crimea siendo una «parte integrante e inseparable de Ucrania». Una nueva constitución de Crimea, cumpliendo con las disposiciones ucranianas, fue adoptada en 1998.
A principios de marzo de 2014, el gobierno autónomo declaró su incorporación a la Federación de Rusia. Ucrania ha rechazado esta acción contra su integridad territorial y ha exigido a Rusia que abandone la provincia. El 11 de marzo de 2014, el Parlamento de Crimea declaró su independencia de Ucrania bajo la denominación República de Crimea, con 78 votos a favor de los 85 presentes sobre un total de 100 miembros. También se sumó la ciudad especial de Sebastopol. Ello fue considerado legítimo por Rusia, pero no por el gobierno de Kiev. En su decisión, el gobierno de Crimea hizo referencia a la opinión consultiva sobre Kosovo en la que la Corte Internacional de Justicia declaró que el derecho internacional no contiene ninguna prohibición sobre tales declaraciones de independencia, un argumento que ya había sido refutado por eruditos y políticos como discutible debido al ambiente político incierto que se vive en la región.
Posteriormente, el 16 de marzo se llevó a cabo un referéndum sobre su estatus político, donde se optó por la anexión como sujeto federal a la Federación de Rusia. Un borrador de resolución para declarar nulo el referéndum se presentó ante el Consejo de Seguridad de las Naciones Unidas para su consideración, recibiendo el aval de 13 de los 15 miembros que componen el referido organismo, con una abstención por parte de China. El único voto de oposición fue presentado por Rusia ejerciendo su poder de veto, impidiendo así la aprobación de la resolución.
El 27 de marzo de 2014, en respuesta a la crisis de Crimea, fue aprobada la Resolución 68/262 de la Asamblea General de las Naciones Unidas (llamada Integridad territorial de Ucrania). Aprobada por 100 países, la resolución afirmó el compromiso de las Naciones Unidas para reconocer a Crimea como parte de Ucrania, rechazando el referéndum sobre el estatus político.

## Historia

### Antecedentes
La República Autónoma de Crimea tiene su antecedente directo en la República Autónoma Socialista Soviética de Crimea, proclamada por los bolcheviques en 1921, tras la Guerra Civil Rusa, como parte de la República Socialista Federativa Soviética de Rusia, integrada a su vez en la Unión Soviética.
Estuvo conformada por raiones y municipios nacionales y consejos de aldea. En la década de 1930, de los distritos o raiones de Crimea, 6 eran tártaros de Crimea (Foti-Salsky, Bajchisarái, Balaklava, Yalta, Alushta y Sudak), 2 eran alemanes (Biyuk-Onlar y Télmanovski), 2 eran judíos (Fraydorf y Larindorf ), y 1 ucraniano (Ichkinski, hoy Raión de Sovietskyi) y los 16 rusos.
Entre 1942 y 1944, el territorio de Crimea fue ocupado por las tropas de la Alemania nazi y Rumania, que exterminaron sistemáticamente la población judía. Administrativamente, Crimea fue incorporada al Reichskommissariat Ukraine como Teilbezirk Taurien.
Tras la ocupación alemana durante la Segunda Guerra Mundial, la población autóctona de tártaros musulmanes fue víctima de la represión estalinista, bajo la acusación de colaboracionismo con los nazis. En mayo de 1944, la NKVD deportó cerca de 200.000 tártaros de Crimea a Asia Central, en un proceso conocido como Sürgün. La represión también supuso la abolición de la autonomía: el 30 de junio de 1945, la república autónoma fue convertida en la óblast de Crimea, dentro de la RSFS de Rusia. Tres años más tarde, la ciudad de Sebastopol, base de la Flota del Mar Negro, recibió el estatus de ciudad federal, centro administrativo y económico independiente de la óblast de Crimea.

#### Transferencia de Crimea
La transferencia de Crimea se refiere al cambio administrativo interno en la Unión Soviética mediante el cual el óblast de Crimea fue transferida de la RSFS de Rusia a la vecina RSS de Ucrania en 1954. La medida fue implementada a petición de la parte rusa, que no tenía acceso terrestre a la península, siendo Crimea abastecida de electricidad, agua, carreteras y vías férreas desde Ucrania, lo cual favorecía la gestión, administración y contabilidad de la península por esta última. El Primer Secretario del PCUS, Nikita Jruschov, fue uno de los artífices de dicha transferencia, apoyado así mismo por el Presidente del Consejo de Ministros de la URSS Gueorgui Malenkov. El Soviet Supremo de la URSS ratificó la transferencia de Crimea a la RSS de Ucrania el 19 de febrero de 1954, la cual fue confirmada por una ley específica del 26 de abril.
El traspaso administrativo se consumó el 17 de junio de 1954, cuando el Soviet Supremo de la RSS de Ucrania aceptó la incorporación del territorio. Pese a ello, la población rusa continuó siendo la etnia mayoritaria de la óblast de Crimea: 858 000 rusos frente a 268 000 ucranianos, según el censo de 1959.

### Independencia de Ucrania y recuperación de la autonomía
El 16 de julio de 1990, el Parlamento o Rada Suprema de la RSS de Ucrania firmó la Declaración de Soberanía Estatal. En este contexto, el 8 de septiembre de 1990, el Consejo de los Diputados del Pueblo de la óblast de Crimea solicitó la derogación del Decreto del Presidium del Sóviet Supremo de la Unión Soviética de 1945, que abolía la autonomía de la región. El 13 de noviembre, el mismo Consejo convocó un referéndum para el 20 de enero de 1991 sobre la restitución de la República Autónoma Socialista Soviética de Crimea. En el plebiscito votaron 1 343 855 crimeos, ganando el «Sí» con un 93,26%. Tras este resultado, el 12 de febrero la Rada Suprema de Ucrania aprobó la restitución de la República Autónoma Socialista Soviética de Crimea (RASS de Crimea), dentro de la RSS de Ucrania.
El 22 de marzo de 1991, el Consejo de los Diputados del Pueblo de Crimea se convirtió en Consejo Supremo de Crimea (Parlamento de Crimea).
El 24 de agosto de 1991, tres días después del fallido golpe de Estado contra Mijaíl Gorbachov, mientras este se encontraba de vacaciones en Crimea, el parlamento ucraniano aprobó la Declaración de Independencia. Apenas una semana más tarde, el Parlamento de Simferópol declaró la soberanía de Crimea como parte constituyente de la RSS de Ucrania. El acta de independencia ucraniana fue ampliamente refrendada en un referéndum, celebrado el 1 de diciembre, con un 90,32% de votos a favor. La RASS de Crimea fue la región que dio menos apoyo a la independencia: únicamente el 54,19% de votos al «Sí», con una participación del 60%.
Tras la independencia de Ucrania, Crimea se convirtió en un foco de conflicto permanente con la vecina Rusia. Los soberanistas prorrusos, encabezados por Yuri Meshkov, diputado del Parlamento crimeo y fundador del Movimiento Republicano de Crimea (RDK), pusieron en duda la legitimidad del Referéndum de Independencia en la península, llevando a cabo múltiples acciones de agitación política.

### La Constitución de 1992

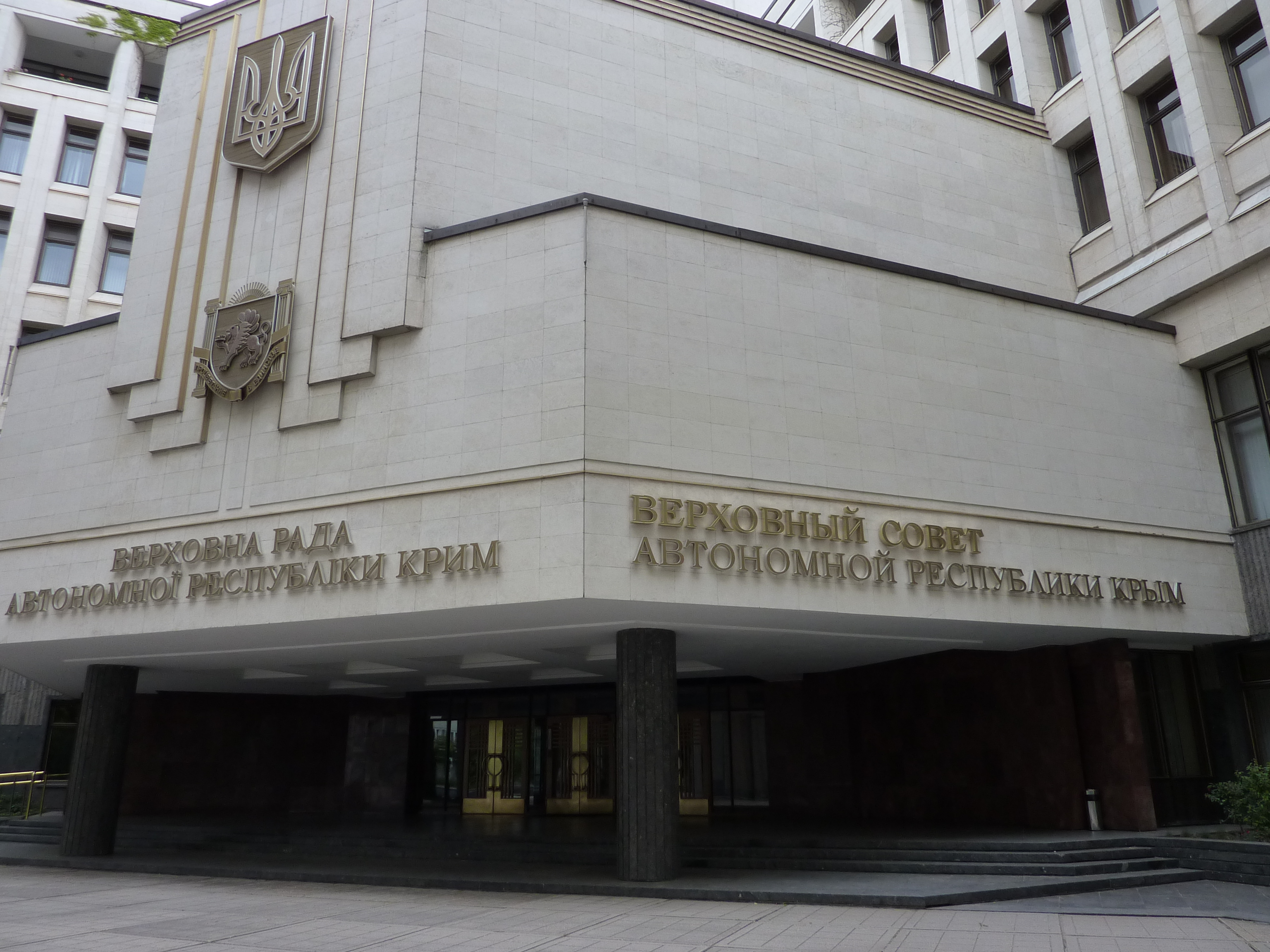
Sede del Consejo Supremo de Crimea en Simferópol.

En la sesión del 26 de febrero de 1992, el Consejo Supremo de Crimea acordó el cambio de nombre de la RASS de Crimea a «República de Crimea» y adoptó un himno nacional, compuesto por Alemdar Karamánov. En abril de 1992, la Rada Suprema de Ucrania aprobó una nueva legislación sobre las competencias de Crimea, que los soberanistas consideraron un ataque a la autonomía. Paralelamente, el RDK, que había iniciado una campaña de recogida de firmas para solicitar un referéndum de independencia, presentó 248 000 apoyos, muy por encima de los 180 000 necesarios, según la ley de consultas de Crimea.  En este contexto, el 5 de mayo el Consejo Supremo de Crimea, por 118 votos a favor y 28 en contra, proclamó la República de Crimea como un Estado soberano. Para refrendar el acta de independencia, se convocó un referéndum para el 2 de agosto con la pregunta: ¿Está usted a favor de una República de Crimea independiente, en alianza con otros Estados?. En la misma sesión parlamentaria, se aprobó también la nueva Constitución de Crimea, aunque un día más tarde el propio Parlamento la modificó, con una sentencia para hacer constar a Crimea como parte constituyente de Ucrania.
El 13 de mayo, la Rada Suprema de Ucrania (Parlamento ucraniano) declaró inconstitucional la proclamación unilateral de independencia, dando un ultimátum para su retirada. Finalmente, el 19 de mayo la cámara crimea dio marcha atrás en su declaración y suspendió sin fecha el referéndum. Paralelamente, el 21 de mayo el Sóviet Supremo de Rusia aprobó un decreto declarando nulo y sin efectos la resolución del Presidium del Sóviet Supremo de la Unión Soviética de 1954 por la cual la óblast de Crimea era transferida de la RSFS de Rusia a la RSS de Ucrania, al considerarla una violación de la Constitución rusa.
En junio de 1992, Kiev aprobó una reforma legislativa que otorgaba más autonomía a la República de Crimea. Ese mismo verano, Leonid Kravchuk y Borís Yeltsin, presidentes de Ucrania y Rusia respectivamente, se reunieron en Yalta para pactar el reparto de la Flota del Mar Negro. Estos acuerdos rebajaron la tensión en la zona, aunque durante meses se mantuvieron las manifestaciones en Simferópol y sobre todo Sebastopol, promovidas por los nacionalistas prorrusos. El 24 de septiembre, el Parlamento de Crimea aprobó la bandera y el escudo de la República.

### La presidencia de Meshkov
El 17 de septiembre de 1993, el Consejo Supremo de Crimea dio luz verde a la institución del cargo de presidente de la República, convocando elecciones para el 16 de enero del año siguiente. La campaña electoral estuvo marcada por una escalada de violencia que culminó en un atentado donde fue asesinado el líder tártaro Iskender Memétov. En la primera ronda de los comicios, con una participación del 80 %, los dos candidatos más votados fueron Yuri Meshkov del Bloque Ruso (38,2 %) y el comunista Mykola Bahrov (17,6 %). Bahrov, histórico dirigente del PCUS en la región, era por entonces presidente del Parlamento de Crimea y contaba con el apoyo del Congreso del Pueblo Tártaro y de las autoridades de Kiev. Sin embargo, en la segunda vuelta, celebrada el 30 de enero, Meshkov lo superó claramente con el 72,9 % de los votos frente al 23,4 %.
Tras su investidura, Meshkov nombró a Yevgueni Sabúrov, un exministro ruso de economía sin pasaporte ucraniano, como vicepresidente, con competencias análogas a la de primer ministro. Asimismo, el nuevo presidente anunció su voluntad de convocar el referéndum sobre la soberanía de Crimea, pospuesto en 1992, para el 27 de marzo de 1994, coincidiendo con celebración de las elecciones legislativas ucranianas, a las que propuso boicotear. Aunque el plebiscito fue prohibido desde Kiev, finalmente se llevó a cabo en forma de consulta no vinculante con un triple enunciado. Participaron 1,3 millones de crimeos, que dieron apoyo mayoritario las tres propuestas: la recuperación de la autonomía establecida en la Constitución de 1992 (78,4 % de los votos a favor); la recuperación de la doble nacionalidad ruso-ucraniana, establecida también en la Constitución de 1992 (82;8 %); y la autorización al presidente de la República para promulgar decretos ley (77,9 %). En las elecciones al parlamento local, celebradas ese mismo día, el Bloque Ruso de Meshkov obtuvo también una amplía victoria, con el 67 % de los votos. El 20 de mayo de 1994, el pleno de la nueva cámara crimea aprobó restablecer la Constitución de 1992, que consideraba a la República como un territorio soberano, con una ciudadanía y una policía propias.
Más allá de las disputas con Kiev, Meshkov tuvo que hacer frente a los conflictos locales, con la oposición de los tártaros y las crecientes disensiones en su propio partido. Fruto de ello, el 8 de septiembre de 1994 el legislativo crimeo aprobó la modificación de la Ley del Presidente, recortando drásticamente sus competencias. Meshkhov calificó la medida de "golpe de Estado" y, cuatro días más tarde, disolvió por decreto el Parlamento y las asambleas locales, asumió plenos poderes y anunció la redacción de una nueva Constitución. En medio de la crisis entre el presidente y el Parlamento, dimitió el primer ministro Sabúrov. Finalmente, el 22 de septiembre Meshkov dio marcha atrás a su decreto. Una semana más tarde, el reinstaurado Parlamento eligió a Anatoli Franchuk, yerno del presidente de Ucrania, Leonid Kuchma, como nuevo primer ministro, ortogándole —por 68 votos a favor, 11 en contra y 14 abstenciones— el rango de jefe del ejecutivo, en detrimento del presidente.

### La Constitución de 1998

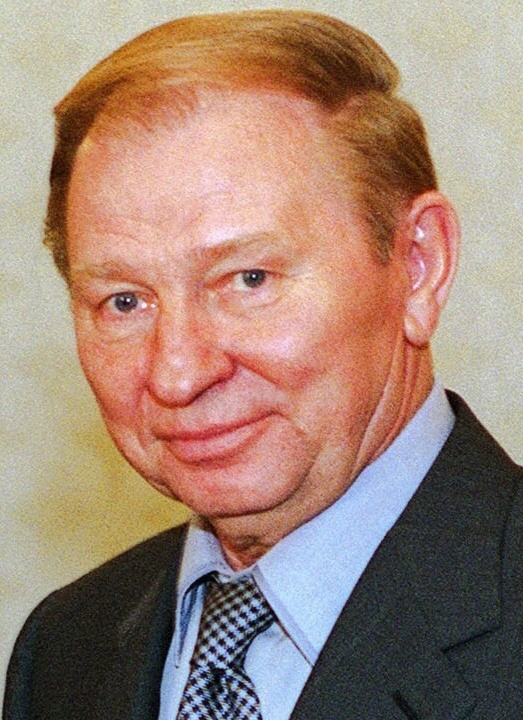
Leonid Kuchma, presidente de Ucrania de 1994 a 2005.

En 17 de marzo de 1995, la Rada Suprema de Ucrania, apelando a la ley fundamental del país y a su integridad territorial, abolió la constitución y otras leyes crimeas, entre ellas, la de institución presidencial. La decisión fue rechazada por Meshkov, quien se negó a dejar su cargo, y por el Consejo Supremo de Crimea, que respondió con la destitución del primer ministro Franchuk. Pero con los poderes locales debilitados por las luchas intestinas y con Rusia centrada en la Guerra Chechena, Kiev apenas encontró oposición para hacerse con el control de la península, tras desplegar fuerzas en los puntos estratégicos de Simferópol —Parlamento, televisión y residencia presidencial— y desarmar a la guardia personal del presidente. Finalmente, el 1 de abril Kuchma subordinó por decreto ley el gobierno de la República de Crimea al ejecutivo central y su yerno fue repuesto como primer ministro.
El 21 de septiembre de 1995, el Consejo Supremo de Crimea aprobó una nueva Constitución, reformada el 1 de noviembre del mismo año. El nuevo texto, que definía a Crimea como una república autónoma dentro de Ucrania, fue parcialmente aprobado por Kiev el 4 de abril de 1996, con múltiples emmiendas. Entre ellas, la relativa a la denominación oficial del territorio, pasando de «República de Crimea» a «República Autónoma de Crimea».
El 28 de junio de 1996, la Rada Suprema de Ucrania aprobó una nueva Constitución, la primera tras la independencia del país, cuyo décimo capítulo se dedicó íntegramente al estatus de Crimea, en los siguientes términos:

Artículo 134

La República Autónoma de Crimea es una parte constituyente inseparable de Ucrania y decide sobre los asuntos atribuidos a su competencia dentro de los límites de la autoridad que determine la Constitución de Ucrania.

Artículo 135

La República Autónoma de Crimea se rige por la Constitución de la República Autónoma de Crimea, que es adoptada por la Rada Suprema de la República Autónoma de Crimea y aprobada por la Rada Suprema de Ucrania.

Las normas jurídicas de la Rada Suprema de la República Autónoma de Crimea y las decisiones del Consejo de Ministros de la República Autónoma de Crimea no deben contradecir la Constitución y las leyes de Ucrania.

Artículo 136

El Consejo de Ministros de la República Autónoma de Crimea es el gobierno de la República Autónoma de Crimea. El Jefe del Consejo de Ministros de la República Autónoma de Crimea es propuesto para su cargo por la Rada Suprema de la República Autónoma de Crimea, con el consentimiento del Presidente de Ucrania.

El 31 de mayo de 1997, Ucrania y Rusia, tras llegar a un acuerdo sobre la Flota del Mar Negro, firmaron un Tratado de Cooperación y Amistad (Russian - Ukrainian Friendship Treaty), en el que ambos países se comprometían a respetar la soberanía, fronteras e integridad territorial del otro, poniendo fin a un lustro de tensiones.
El 21 de octubre de 1998, el Parlamento de Crimea aprobó una nueva Constitución, que a diferencia de la anterior, establecía el ucraniano como única lengua oficial, quedando el ruso como lengua reconocida de comunicación interétnica. Esta Constitución fue refrendada por el Parlamento de Ucrania el 23 de diciembre de 1998.

### Adhesión de Crimea a Rusia en 2014
La anexión de Crimea por Rusia se refiere a la anexión unilateral —no reconocida internacionalmente— por parte de la Federación Rusa de las dos entidades que forman la península de Crimea, la República de Crimea  y la ciudad autónoma de Sebastopol, y que formaban parte de la República de Ucrania desde la disolución de la Unión Soviética en 1991. Las dos entidades fueron declaradas como sujetos federales de la Federación de Rusia, de acuerdo con la Ley sobre Nuevos Territorios Federales de la legislación rusa que se aplicó en la península. Esa legislación considera a Crimea parte de Rusia desde el momento de la firma del acuerdo interestatal del 18 de marzo de 2014 y el periodo transitorio se prolongó hasta el 1 de enero de 2015.
La decisión unilateral de Vladímir Putin de anexionarse Crimea tiene su origen en el Euromaidán, la revolución ucraniana iniciada a finales de 2013, la cual culminó con la destitución del prorruso Víktor Yanukóvich que el Kremlin consideró un golpe de Estado. Entonces se iniciaron una serie de manifestaciones de rusófilos —en su mayoría rusos étnicos y ucranianos rusófonos— opuestos a los eventos ocurridos en Kiev y que anhelan estrechar sus vínculos (o inclusive integrarse) con Rusia. Luego varios gobiernos regionales propusieron referendos separatistas y se produjo una invasión militar, donde las Fuerzas Armadas de Rusia se desplegaron en Crimea, con el objetivo, según el Kremlin, de garantizar la integridad de los ucranianos prorrusos habitantes de Crimea y las bases rusas estacionadas allí, hasta que se normalizara la situación sociopolítica; desoyendo las advertencias de no invadir lanzadas por Estados Unidos y Kiev.
Previamente, las autoridades de Crimea —de ideología prorrusa— habían solicitado la asistencia del gobierno de Moscú después de que la Rada Suprema intentara abolir la ley de lenguas cooficiales del 3 de julio de 2012. Sin embargo, el presidente interino de Ucrania, Oleksandr Turchínov, se negó a firmar esta decisión del Parlamento, instándolo a elaborar una ley nueva que regulara el uso de dichas lenguas.
La anexión de Crimea por Rusia no es reconocida por Ucrania, que la considera ilegítima y opuesta al derecho internacional, y asegura que el territorio sigue conformando la República Autónoma de Crimea y la ciudad especial de Sebastopol. Esta anexión por parte de Rusia, considerada ilegal por parte de Estados Unidos y de la Unión Europea, causó la peor crisis en las relaciones entre Rusia y Estados Unidos desde el final de la Guerra Fría, empeorada drásticamente por la invasión rusa de Ucrania de 2022. Además, ya en marzo de 2014, la Asamblea General de las Naciones Unidas aprobó la Resolución 68/262 llamada Integridad territorial de Ucrania en respuesta a la anexión de Crimea por Rusia. Aprobada por 100 países, la resolución afirmó el compromiso de las Naciones Unidas para reconocer a Crimea como parte de Ucrania, rechazando el referéndum sobre el estatus político.
Invadiendo y anexando Crimea, Rusia violaba un tratado internacional y tres tratados bilaterales firmados con Ucrania: el Memorándum de Budapest —que ofrecía garantías de seguridad por parte de sus signatarios a Ucrania—; el Tratado de Amistad y Colaboración entre Ucrania y Rusia de 1997; el Tratado sobre la permanencia de la Flota del mar Negro rusa en territorio ucraniano hasta 2017 y el Tratado de Járkov por el que dicha permanencia se extendía hasta 2042.
Por otra parte, una llamada Constitución de la República de Crimea fue aprobada el 11 de abril de 2014. El texto dice que la República de Crimea es un Estado democrático y de derecho dentro de la Federación de Rusia. Además, establece que la República de Crimea es una parte «inseparable» del territorio de Rusia.

## Demografía
En el censo de 2001, la población de Crimea alcanzó los 2 033 700 habitantes, distribuidos por grupo étnico de la siguiente forma: rusos 58,32 %; ucranianos 24,32 %; tártaros de Crimea 12,1 %; bielorrusos 1,44 %; tártaros 0,54 %; armenios 0,43 %; judíos 0,22 %; y otros (polacos, moldavos, azeríes, uzbecos, coreanos, griegos, alemanes, gitanos) 2,63 %.

## Gobierno y política
La cámara legislativa de la república autónoma es el Consejo Supremo de Crimea, un parlamento unicameral de cien diputados, con sede en la capital, Simferópol. Sus miembros son elegidos en elecciones celebradas cada cuatro años. En los últimos comicios, celebrados en 2010, el Partido de las Regiones obtuvo una amplía mayoría, con 80 escaños.
El poder ejecutivo en la República Autónoma de Crimea recae en un Consejo de Ministros, cuyo primer ministro —oficialmente, Presidente del Consejo de Ministros— es designado por el Parlamento de Ucrania, con la aprobación del presidente de Ucrania y, finalmente, con la ratificación del Consejo Supremo de Crimea.
Las competencias del Consejo Supremo y del Consejo de Ministros de Crimea quedan establecidas en la Constitución de Ucrania. La República Autónoma de Crimea posee su propia Constitución que, según el artículo 135 de la constitución ucraniana, debe ser aprobada por el Parlamento de Ucrania. La actual Constitución de la República Autónoma de Crimea es la quinta desde la declaración de la autonomía en 1991 y entró en vigor el 12 de enero de 1999.
El principal órgano de los tártaros de Crimea es el Congreso del Pueblo Tártaro de Crimea o Mejlis, que representa y defiende los intereses de esta minoría étnica.

## División administrativa
La República Autónoma de Crimea se divide en 25 regiones: 14 raiones (distritos) y 11 municipios, conocidos oficialmente como "territorios gobernados por los ayuntamientos". Pese a que la ciudad de Sebastopol se encuentra en la península de Crimea, está separada administrativamente del resto de Crimea, siendo uno de los dos municipios especiales de Ucrania. Sebastopol, aun teniendo una administración separada, está estrechamente integrado dentro de la infraestructura de toda la península.

### Regiones
| 1. Raión de Bajchisarái 2. Raión de Bilohirsk 3. Raión de Dzhankói 4. Raión de Kírovske 5. Raión de Krasnogvardiiski 6. Raión de Krasnoperekopsk 7. Raión de Lénine | 8. Raión de Nizhniohirski 9. Raión de Pervomaiske 10. Raión de Rozdolne 11. Raión de Saky 12. Raión de Simferópol 13. Raión de Sovetsk 14. Raión de Chornomorske |

### Municipios
| 15. Municipio de Alushta 16. Municipio de Armiansk 17. Municipio de Dzhankói 18. Municipio de Yevpatoria 19. Municipio de Kerch 20. Municipio de Krasnoperekopsk | 21. Municipio de Saky 22. Municipio de Simferópol 23. Municipio de Sudak 24. Municipio de Feodosiya 25. Municipio de Yalta |

Principales centros de desarrollo urbano:
- Simferópol
- Kerch
- Yevpatoria
- Feodosia
- Yalta
- Dzhankói
- Bajchisarái
- Krasnoperekopsk
- Armiansk
- Alushta

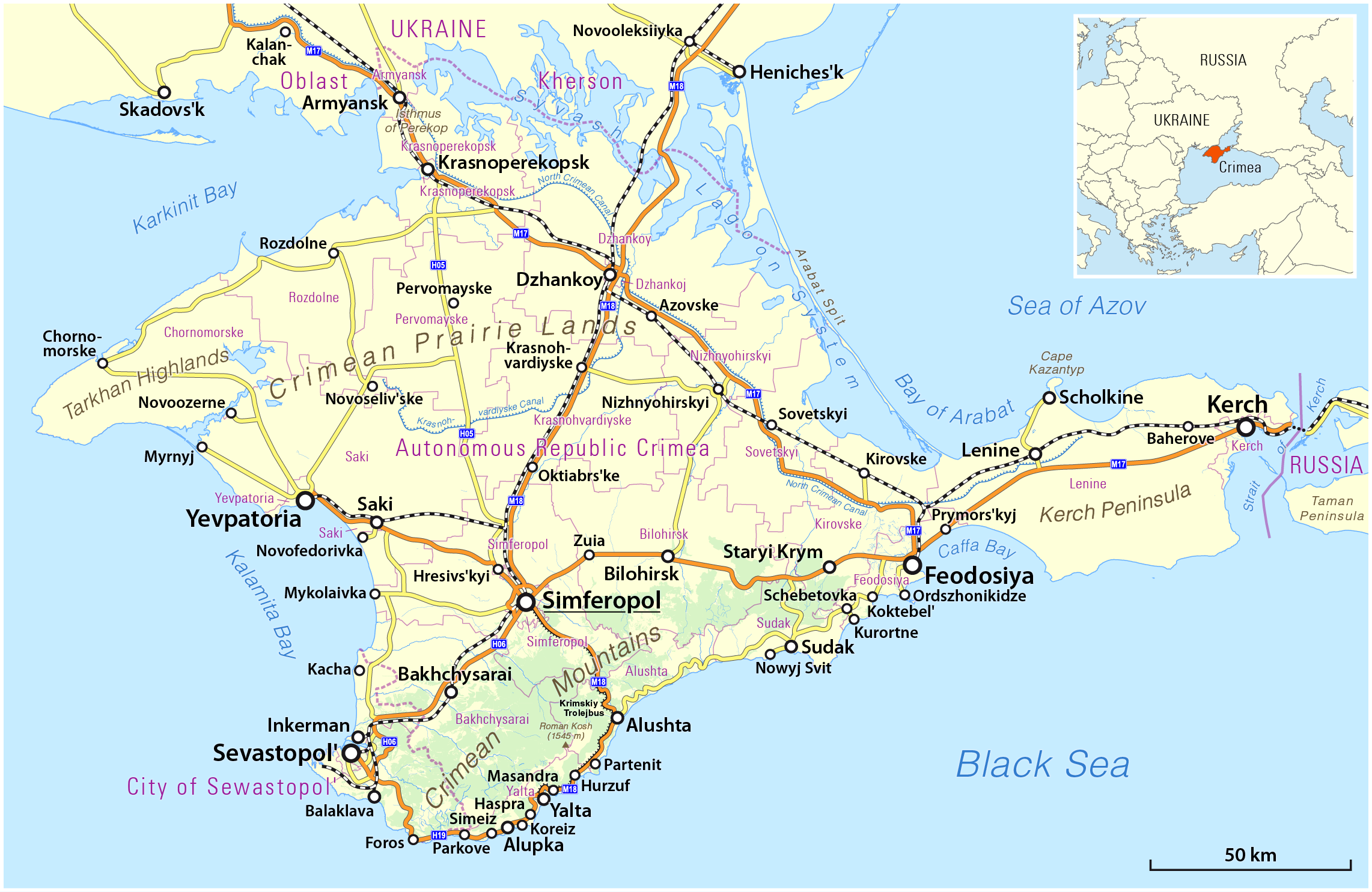
Mapa de Crimea con las principales ciudades

Una reforma administrativa, promulgada por la Rada Suprema el 17 de julio de 2020, prevé la redivisión de la República Autónoma de Crimea en 10 raiones (distritos) ampliados, en los que se absorberán ciudades (municipios) de importancia republicana. Retrasada hasta la devolución de la península bajo control ucraniano, la reforma prevé la siguiente subdivisión de la república:
1. Raión de Bajchisarái (Bağçasaray rayonı) — compuesto por raión de Bajchisarái y partes del territorio que antes estaba subordinado al municipio de Sebastopol (sin la ciudad de Sebastopol propiamente dicha y también sin Balaklava como tal que existe dentro de los límites de la ciudad de Sebastopol en el marco de la legislación ucraniana),
2. Raión de Bilohirsk (Qarasuvbazar rayonı) — compuesto por los raiones de Bilohirsk y Nizhniohirski,
3. Raión de Dzhankói (Canköy rayonı) — compuesto por el raión de Dzhankói y el antiguo municipio de Dzhankói,
4. Raión de Yevpatoria (Kezlev rayonı) — compuesto por los raiones de Saky y Chornomorske y antiguos municipios de Yevpatoria y Saky,
5. Raión de Kerch (Keriç rayonı) — compuesto por el raión de Lenine y el antiguo municipio de Kerch,
6. Raión de Kurman (Qurman rayonı) — compuesto por los raiones Krasnogvardiyski y Pervomaiski,
7. Raión de Perekop (Or Qapı rayonı) — compuesto por los raiones de Krasnoperekopsk y Rozdolne, los antiguos municipios de Armiansk y Krasnoperekopsk,
8. Raión de Simferópol (Aqmescit rayonı) — compuesto por el raión de Simferópol y el antiguo municipio de Simferópol,
9. Raión de Feodosia (Kefe rayonı) — compuesto por los raiones de Kírovske y Sovietski, los antiguos municipios de Feodosia y Sudak,
10. Raión de Yalta (Yalta rayonı) — compuesto por los antiguos municipios de Yalta y Alushta.